# Albaneses de Kosovo
Los albaneses de Kosovo (en albanés: Shqiptarët e Kosovës), también comúnmente llamados albanokosovares, constituyen el grupo étnico más grande de Kosovo.
Según el censo yugoslavo de 1991, boicoteado por los albaneses, había 1.596.072 personas de etnia albanesa en Kosovo o el 81,6 % de la población. Según las estimaciones del año 2000, había entre 1.584.000 y 1.733.600 albaneses en Kosovo o el 88 % de la población; en 2011, su proporción de población era del 92,93 %. Los albaneses de Kosovo son ghegs. Hablan gheg albanés, más específicamente las variantes noroeste y noreste del gheg.

## Historia

### Edad Media
Los albanokosovares pertenecen al subgrupo étnico albanés de los ghegs, que habitan el norte de Albania, el norte del río Shkumbin, Kosovo, el sur de Serbia y las partes occidentales de Macedonia del Norte.
En el siglo XIV, en dos crisobulos o decretos de gobernantes serbios, se citan aldeas de albaneses junto a los valacos, en el primero entre los río Drin Blanco y Lim (1330), y en el segundo (1348) se citan un total de nueve aldeas albanesas en los alrededores de Prizren. Topónimos como Arbanaška y Đjake muestran una presencia albanesa en las regiones de Toplica y Morava del Sur (situadas al noreste del actual Kosovo) desde la Baja Edad Media. En Kosovo también vivían importantes grupos de población albanesa, especialmente en el oeste y el centro, antes y después de la invasión de los Habsburgo en 1689-1690, mientras que en el este de Kosovo eran una pequeña minoría. Debido a las guerras otomano-habsburgo y sus consecuencias, los albaneses del norte de Albania y del oeste de Kosovo se asentaron en el gran Kosovo y en las regiones de Toplica y Morava en la segunda mitad del siglo XVIII, a veces instigados por las autoridades otomanas.
Según Noel Malcolm, gran parte del crecimiento demográfico albanés en Kosovo procedía de una población autóctona de la propia región de Kosovo, y no de una inmigración masiva desde el norte de Albania.  La mayoría de los recién llegados a Kosovo que fueron registrados por los funcionarios otomanos en el primer período tenían nombres eslavos en lugar de albaneses, muchos de ellos procedentes de Bosnia. En el año 1600, amplias partes de Kosovo occidental eran mayoritariamente de habla albanesa y las migraciones del norte de Albania a Kosovo en este período fueron relativamente muy pequeñas en comparación con la población albanesa ya existente en Kosovo. La población del norte y el centro de Albania a principios del periodo otomano también era menor que la de Kosovo y su tasa de crecimiento era mayor.
En la Edad Media, los albaneses de Kosovo se concentraban más en la parte occidental de la región que en la oriental. A finales del siglo XVII, y con mayor intensidad entre mediados del siglo XVIII y la década de 1840, parecen haberse desplazado hacia el este. Las partes de las tribus que emigraron mantuvieron una perspectiva tribal y una estructura familiar. Un estudio serbio de la década de 1930 realizado por Atanasije Urošević estimó que el 90% de los albaneses de Kosovo en determinadas zonas del este del país descendían de estas tribus migratorias; la mayoría pertenecía a los krasniqi y el resto a las tribus berisha, gashi, shala, sopi, kryeziu, thaçi y bytyqi. El historiador Noel Malcolm ha criticado el estudio de Urošević por su amplia generalización a todo Kosovo, ya que se centró en el Kosovo oriental, mientras que omitió el Kosovo occidental para llegar a esas conclusiones.
Kosovo fue parte del Imperio Otomano desde 1455 hasta 1912, al principio como parte del eyalet de Rumelia y desde 1864 como una provincia separada ( vilayet ). Durante esta época, se introdujo el Islam en la población. En la actualidad, el Islam suní es la religión predominante de los albaneses de Kosovo
El término otomano Arnavudluk (آرناوودلق) que significa Albania se utilizaba en los registros estatales otomanos para zonas como el sur de Serbia y Kosovo Evliya Çelebi (1611-1682) en sus viajes por la región durante 1660 se refirió a la parte occidental y central de lo que hoy es Kosovo como Arnavudluk y describió a los habitantes de Vučitrn como personas con conocimientos de albanés o turco y con pocos hablantes de lenguas eslavas.

### Período moderno

#### sigloXIX
Un gran número de albaneses, junto con un número menor de turcos urbanos (algunos de ellos de origen albanés), fueron expulsados y/o huyeron de lo que hoy es el sur de Serbia (regiones de Toplica y Morava) durante la guerra serbio-otomana (1876-78). Muchos se asentaron en Kosovo, donde ellos y sus descendientes son conocidos como muhaxhir, también muhaxher ("exiliados", del árabe 'muhajir'), y algunos llevan el apellido Muhaxhiri/Muhaxheri o la mayoría el nombre del pueblo de origen. Durante el período otomano tardío, la identidad etnonacional albanesa, tal como se expresa en la actualidad, no existía entre la población albanófona de Kosovo en general. En su lugar, las identidades colectivas se basaban en identidades socioprofesionales, socioeconómicas, regionales o religiosas, y a veces las relaciones entre albaneses musulmanes y cristianos eran tensas.

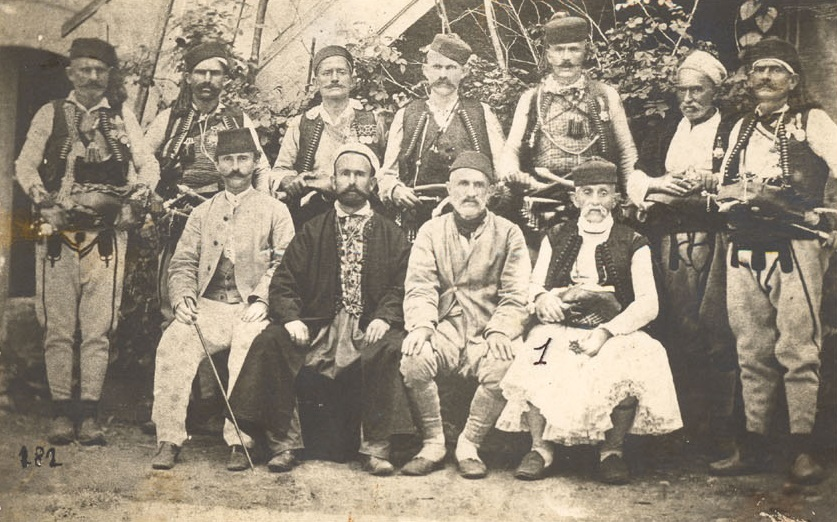
Liga de Prizren (1878)

Como reacción al Congreso de Berlín, que había otorgado algunos territorios con población albanesa a Serbia y Montenegro, los albaneses, en su mayoría de Kosovo, formaron la Liga de Prizren en Prizren en junio de 1878. Cientos de líderes albaneses se reunieron en Prizren y se opusieron a la jurisdicción serbia y montenegrina. Serbia se quejó a las Potencias Occidentales de que los territorios prometidos no se mantenían porque los otomanos dudaban en hacerlo. Las potencias occidentales presionaron a los otomanos y, en 1881, el ejército otomano inició los combates contra los albaneses. La Liga de Prizren creó un gobierno provisional con un presidente, un primer ministro (Ymer Prizreni) y los ministerios de Guerra (Sylejman Vokshi) y de Asuntos Exteriores (Abdyl Frashëri). Tras tres años de guerra, los albaneses fueron derrotados. Muchos de los líderes fueron ejecutados y encarcelados. En 1910, un levantamiento albanés se extendió desde Pristina y duró hasta la visita del sultán otomano a Kosovo en junio de 1911. El objetivo de la Liga de Prizren era unir los cuatro valiato habitados por albaneses mediante la fusión de la mayoría de los habitantes albaneses del Imperio Otomano en un solo valiato albanés. Sin embargo, en aquella época los serbios constituían alrededor del 25% de toda la población del Valiato de Kosovo y se oponían a los objetivos albaneses junto con los turcos y otros eslavos de Kosovo, lo que impedía que los movimientos albaneses establecieran su dominio sobre Kosovo.

#### sigloXX
En 1912, durante las Guerras de los Balcanes, la mayor parte del este de Kosovo fue tomada por el Reino de Serbia, mientras que el Reino de Montenegro tomó el oeste de Kosovo, que la mayoría de sus habitantes llaman "la meseta de Dukagjin" (Rrafshi i Dukagjinit) y los serbios llaman Metohija (Метохија), palabra griega que designa las dependencias terrestres de un monasterio. Aparte de los numerosos crímenes de guerra y atrocidades cometidos por el ejército serbio contra la población albanesa, las familias serbias colonizadoras se trasladaron a Kosovo, mientras la población albanesa disminuía. Como resultado, la proporción de albaneses en Kosovo disminuyó del 75 % [cita requerida] en el momento de la invasión a algo más del 65 % en 1941.
El período 1918-1929 bajo el Reino de los serbios, croatas y eslovenos fue una época de persecución de los albanokosovares. Kosovo se dividió en cuatro condados, tres de los cuales formaban parte de la Serbia oficial: Zvečan, Kosovo y el sur de Metohija; y uno en Montenegro: el norte de Metohija. Sin embargo, el nuevo sistema de administración desde el 26 de abril de 1922 dividió a Kosovo en tres regiones del Reino: Kosovo, Rascia y Zeta .
En 1929, el reino se transformó en el Reino de Yugoslavia. Los territorios de Kosovo se dividieron entre la Banovina de Zeta, la Banovina del Morava y la Banovina de Vardar. El Reino duró hasta la invasión del Eje de la Segunda Guerra Mundial en abril de 1941.

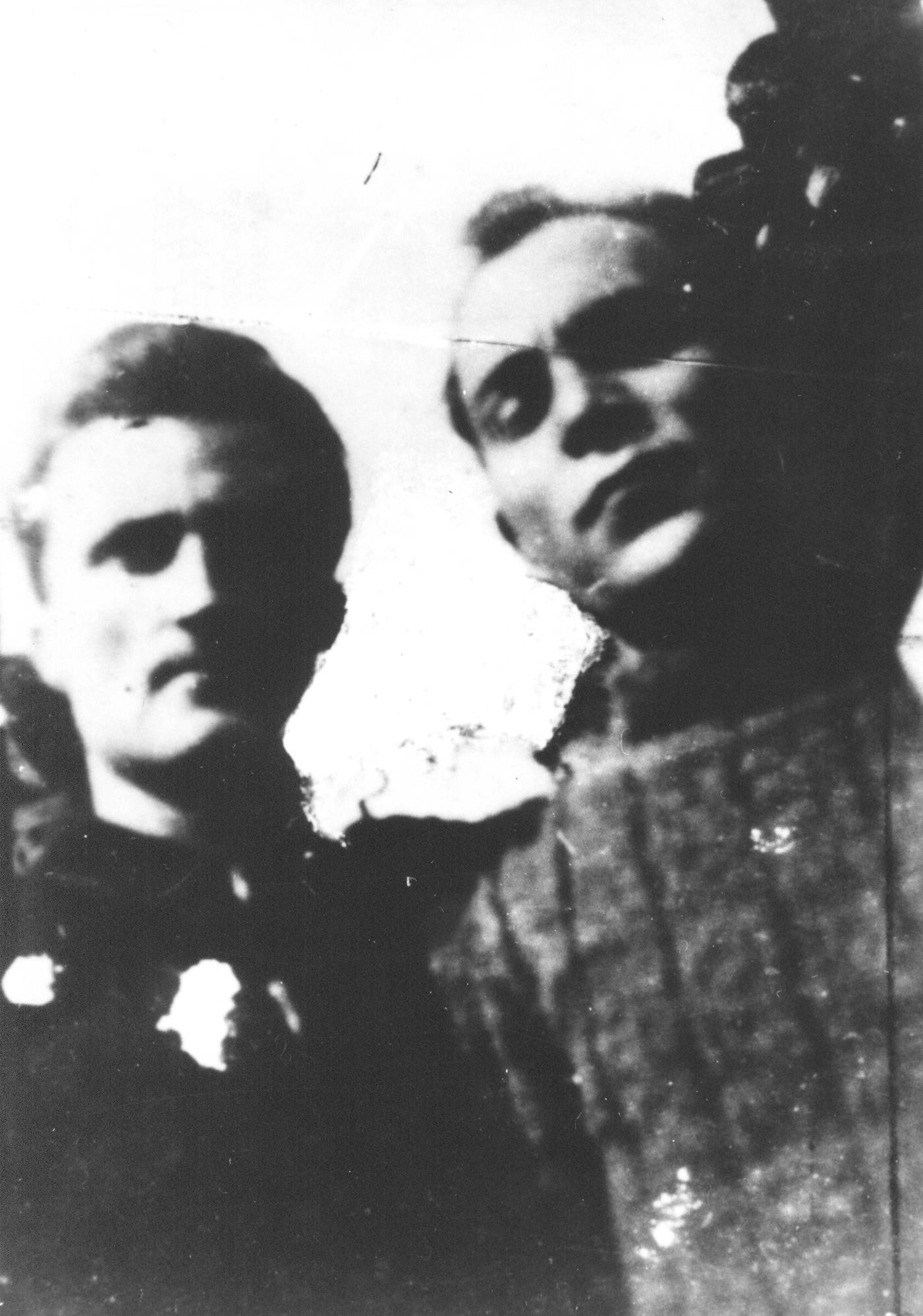
Ramiz Sadiku y Boro Vukmirović, héroes del pueblo de Yugoslavia y símbolo de la amistad serbio-albanesa

Después de la invasión del Eje, la mayor parte de Kosovo se convirtió en parte de la Albania fascista controlada por Italia, y una parte oriental más pequeña por el aliado del Eje Tsardom de Bulgaria y la Serbia ocupada por los nazis alemanes. Dado que los dirigentes políticos fascistas albaneses habían decidido en la Conferencia de Bujan que Kosovo seguiría siendo parte de Albania, comenzaron a expulsar a los colonos serbios y montenegrinos "que habían llegado en las décadas de 1920 y 1930". Antes de la rendición de la Italia fascista en 1943, las fuerzas alemanas asumieron el control directo de la región. Después de numerosos levantamientos de los partisanos serbios y yugoslavos, Kosovo fue liberado después de 1944 con la ayuda de los partisanos albaneses del Komintern y se convirtió en una provincia de Serbia dentro de la Yugoslavia Federal Democrática .
La Región Autónoma de Kosovo y Metohija se formó en 1946 para aplacar a su población albanesa regional dentro de la República Popular de Serbia como miembro de la República Popular Federal de Yugoslavia bajo el liderazgo del exlíder partisano, Josip Broz Tito, pero sin autonomía de hecho. Esta fue la primera vez que Kosovo llegó a existir con sus fronteras actuales. Después de que el nombre de Yugoslavia cambiara a República Federativa Socialista de Yugoslavia y de Serbia a República Socialista de Serbia en 1963, la Región Autónoma de Kosovo fue elevada al nivel de Provincia Autónoma (que Vojvodina había tenido desde 1946) y ganó autonomía interna en la década de 1960. 
En la constitución Yugoslava de 1974, El gobierno de la provincia de Kosovo recibió mayores poderes, incluidos los más altos títulos gubernamentales -Presidente y Primer Ministro- y un puesto en la Presidencia Federal, lo que la convirtió en una República Socialista de facto dentro de la Federación, pero permaneciendo como Región Autónoma Socialista dentro de la República Socialista de Serbia. El serbocroata y el albanés se definieron como oficiales a nivel provincial marcando los dos mayores grupos lingüísticos kosovares: Los serbios y los albaneses. La palabra Metohija también se eliminó del título en 1974, dejando la forma corta simple, Kosovo.
En los años setenta, un movimiento nacionalista albanés perseguía el pleno reconocimiento de la provincia de Kosovo como una república más dentro de la Federación, mientras que los elementos más extremistas pretendían la independencia total. El gobierno de Tito abordó la situación con rapidez, pero sólo le dio una solución temporal.

Bandera de la minoría albanesa en la RFS de Yugoslavia

En 1981, los estudiantes albanokosovares organizaron protestas para que Kosovo se convirtiera en una república dentro de Yugoslavia . Esas protestas fueron duramente contenidas por el gobierno centralista yugoslavo. En 1986, la Academia de Ciencias y Artes de Serbia (SANU) estaba trabajando en un documento, que más tarde se conocería como el Memorando SANU. Se filtró a la prensa una edición inacabada. En el documento, la SANU presentaba al pueblo serbio como una víctima y pidió el resurgimiento del nacionalismo serbio, utilizando tanto hechos verdaderos como exagerados para la propaganda. Durante este tiempo, Slobodan Milošević subió al poder en la Liga de los Socialistas de Serbia.
Poco después, según lo aprobado por la Asamblea en 1990, se revocó la autonomía de Kosovo y se restableció el estatus anterior a 1974. Milošević, sin embargo, no quitó el escaño de Kosovo de la Presidencia federal, pero instaló a sus propios partidarios en ese escaño, para que pudiera ganar poder en el gobierno federal. Después de la secesión de Eslovenia de Yugoslavia en 1991, Milošević usó el escaño para obtener el dominio sobre el gobierno federal, superando en votos a sus oponentes.
Muchos albaneses organizaron un movimiento de resistencia activa pacífica, tras las pérdidas de empleo sufridas por algunos de ellos, mientras que otros albaneses, más radicales y de orientación nacionalista, iniciaron violentas purgas de los residentes no albaneses de Kosovo.
El 2 de julio de 1990, un parlamento de etnia albanesa inconstitucional[cita requerida] declaró a Kosovo país independiente, aunque esto no fue reconocido por el Gobierno, ya que los albaneses étnicos se negaron a registrarse como ciudadanos legales de Yugoslavia. En septiembre de ese año, el parlamento de etnia albanesa, reunido en secreto en la ciudad de Kačanik, aprobó la Constitución de la República de Kosovo. Un año después, el Parlamento organizó el referéndum de independencia de Kosovo de 1991, que fue observado por las organizaciones internacionales, pero no fue reconocido internacionalmente debido a numerosas irregularidades[cita requerida]. Con una participación del 87%, el 99,88% votó por la independencia de Kosovo. La población no albanesa, que en aquel momento representaba el 10 % de la población de Kosovo, se negó a votar por considerar que el referéndum era ilegal. A principios de los años noventa, los albaneses étnicos organizaron un sistema estatal paralelo y un sistema paralelo de educación y sanidad, entre otras cosas, los albaneses organizaron y entrenaron, con la ayuda de algunos países europeos, al ejército de la autoproclamada república de Kosovo, llamado Ejército de Liberación de Kosovo (ELK). Al finalizar los acontecimientos en Bosnia y Croacia, el gobierno yugoslavo comenzó a reubicar a los refugiados serbios de Croacia y Bosnia en Kosovo. El OVK consiguió reubicar a los refugiados serbios en Serbia.

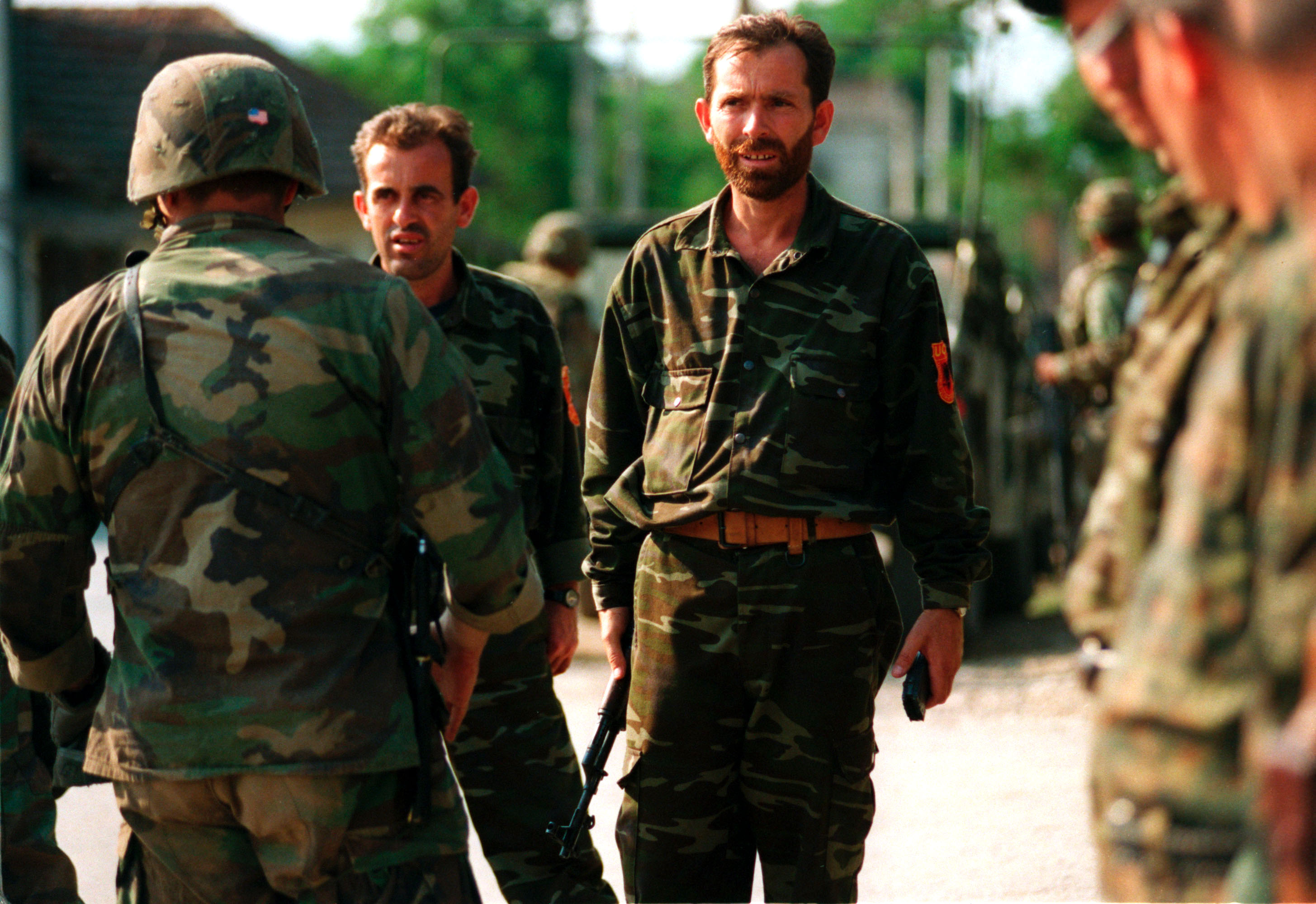
El Ejército de Liberación de Kosovo entrega las armas a las fuerzas estadounidenses, 30 de junio de 1999

Después del Acuerdo de Dayton en 1995, una fuerza guerrillera autodenominada Ejército de Liberación de Kosovo (ELK) comenzó a operar en Kosovo, aunque se especula que pudieron haber comenzado ya en 1992. Las fuerzas paramilitares serbias cometieron crímenes de guerra en Kosovo, aunque el gobierno serbio afirma que el ejército solo perseguía a presuntos terroristas albaneses. Esto desencadenó una campaña de bombardeos de la OTAN de 78 días en 1999. El ELK albanokosovar jugó un papel importante no solo en las misiones de reconocimiento de la OTAN, sino también en el sabotaje del ejército serbio.

#### sigloXXI
En 2006 comenzaron las negociaciones internacionales para determinar el estatus final de Kosovo, según lo previsto en la Resolución 1244 del Consejo de Seguridad de las Naciones Unidas, que puso fin al conflicto de Kosovo de 1999. Aunque gran parte de la comunidad internacional reconoce la soberanía continuada de Serbia sobre Kosovo, una clara mayoría de la población kosovar prefiere la independencia. Las conversaciones, respaldadas por la ONU y dirigidas por su enviado especial Martti Ahtisaari, comenzaron en febrero de 2006. Aunque se avanzó en cuestiones técnicas, ambas partes siguieron siendo diametralmente opuestas en la cuestión del estatuto propiamente dicho. En febrero de 2007, Ahtisaari entregó a los líderes de Belgrado y Pristina un proyecto de propuesta de acuerdo sobre el estatus, base de un proyecto de resolución del Consejo de Seguridad de la ONU que proponía la "independencia supervisada" de la provincia. A principios de julio de 2007, el proyecto de resolución, que contaba con el respaldo de Estados Unidos, Reino Unido y otros miembros europeos del Consejo de Seguridad de las Naciones Unidas, se había reescrito cuatro veces para tratar de acomodar las preocupaciones rusas de que dicha resolución socavaba el principio de soberanía estatal. Rusia, que tiene derecho de veto en el Consejo de Seguridad como uno de los cinco miembros permanentes, ha declarado que no apoyará ninguna resolución que no sea aceptable tanto para Belgrado como para Pristina.
El 26 de noviembre de 2019, un terremoto sacudió Albania. La población albanesa de Kosovo reaccionó con sentimientos de solidaridad a través de iniciativas de recaudación de fondos y donaciones de dinero, alimentos, ropa y refugio. Voluntarios y ayuda humanitaria en camiones, autobuses y cientos de automóviles de Kosovo viajaron a Albania para ayudar en la situación y la gente participó en tareas como el funcionamiento de cocinas móviles y la recogida de ayuda financiera.  Muchos albaneses de Kosovo han abierto sus hogares a las personas desplazadas por el terremoto.

## Demografía
| Año  | Albaneses | Serbios | Otros | Fuente y notas      |
| ---- | --------- | ------- | ----- | ------------------- |
| 1921 | 61%       | 33%     | 6%    |                     |
| 1931 | 58%       | 29%     | 13%   |                     |
| 1948 | 65%       | 26%     | 9%    | TPIY                |
| 1953 | 68%       | 24%     | 10%   |                     |
| 1961 | 67%       | 23%     | 9%    |                     |
| 1971 | 73%       | 19%     | 7%    |                     |
| 1981 | 76%       | 16%     | 8%    |                     |
| 1991 | 80%       | 13%     | 7%    | Censo de 1991       |
| 2000 | 87%       | 9%      | 4%    | Banco Mundial, OSCE |
| 2007 | 92%       | 5%      | 3%    | OSCE                |
| 2011 | 92,9%     | 1,5%    | 5,4%  | Censo de 2011       |

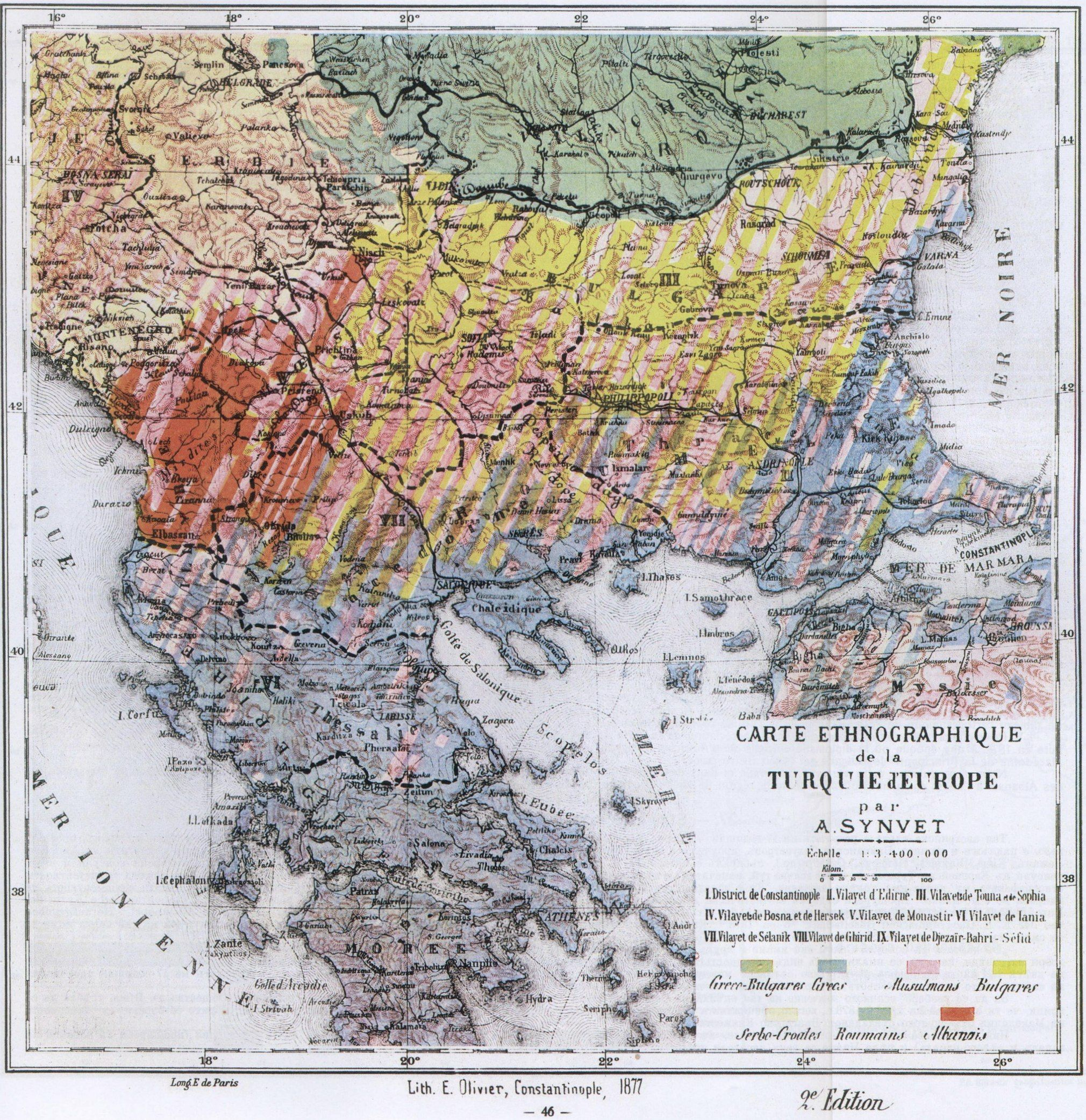
Mapa de 1877 de composición étnica de los Balcanes por el francés pro-griego A. Synvet
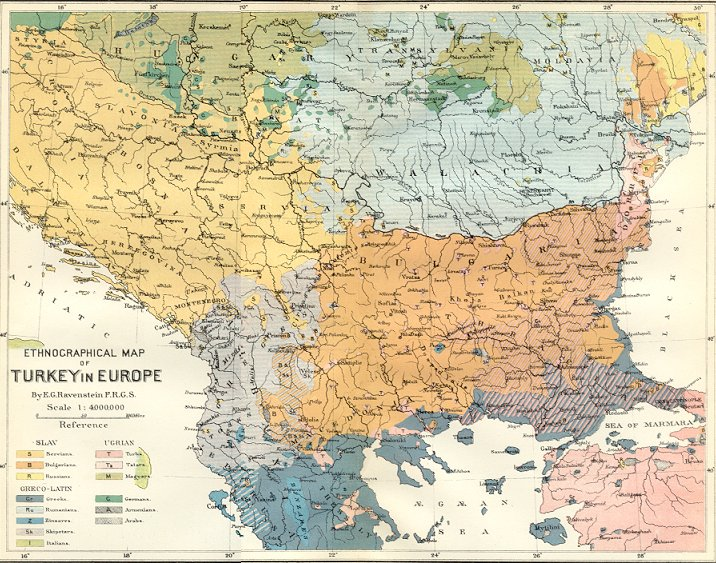
Mapa etnográfico de 1880 de los Balcanes
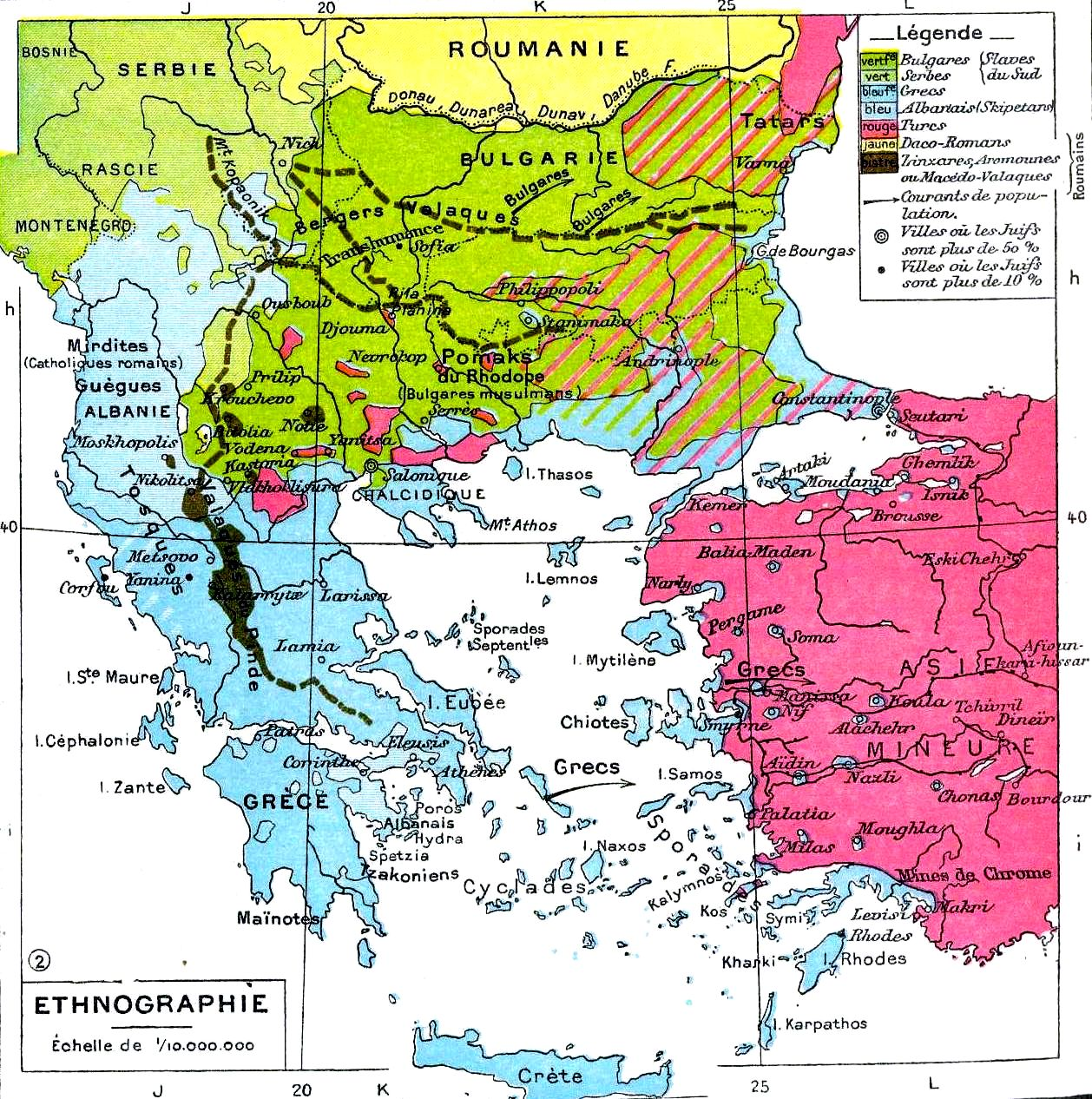
Composición étnica de los Balcanes según una fuente francesa (1898)
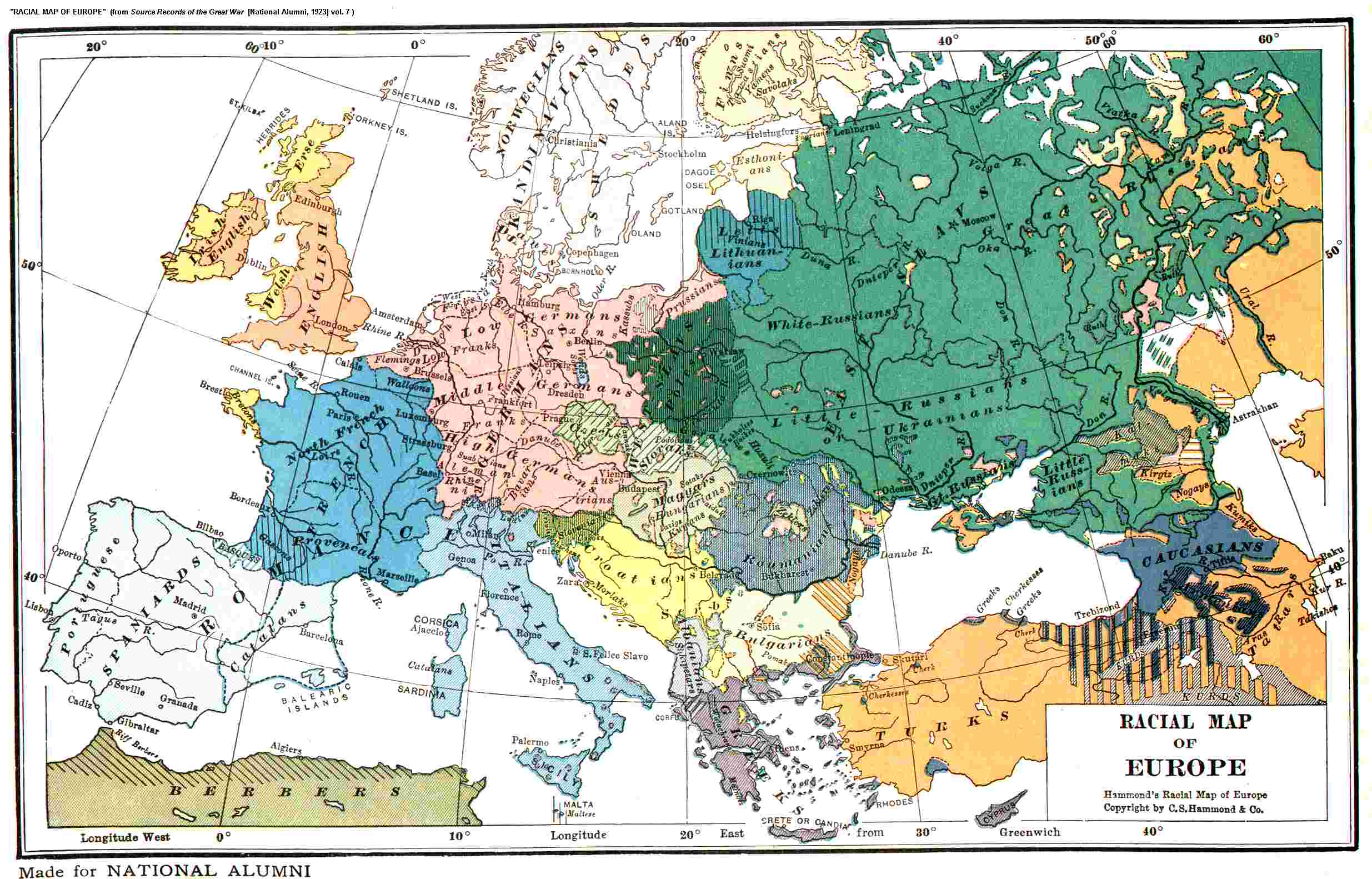
Mapa etnográfico de Europa (1922)
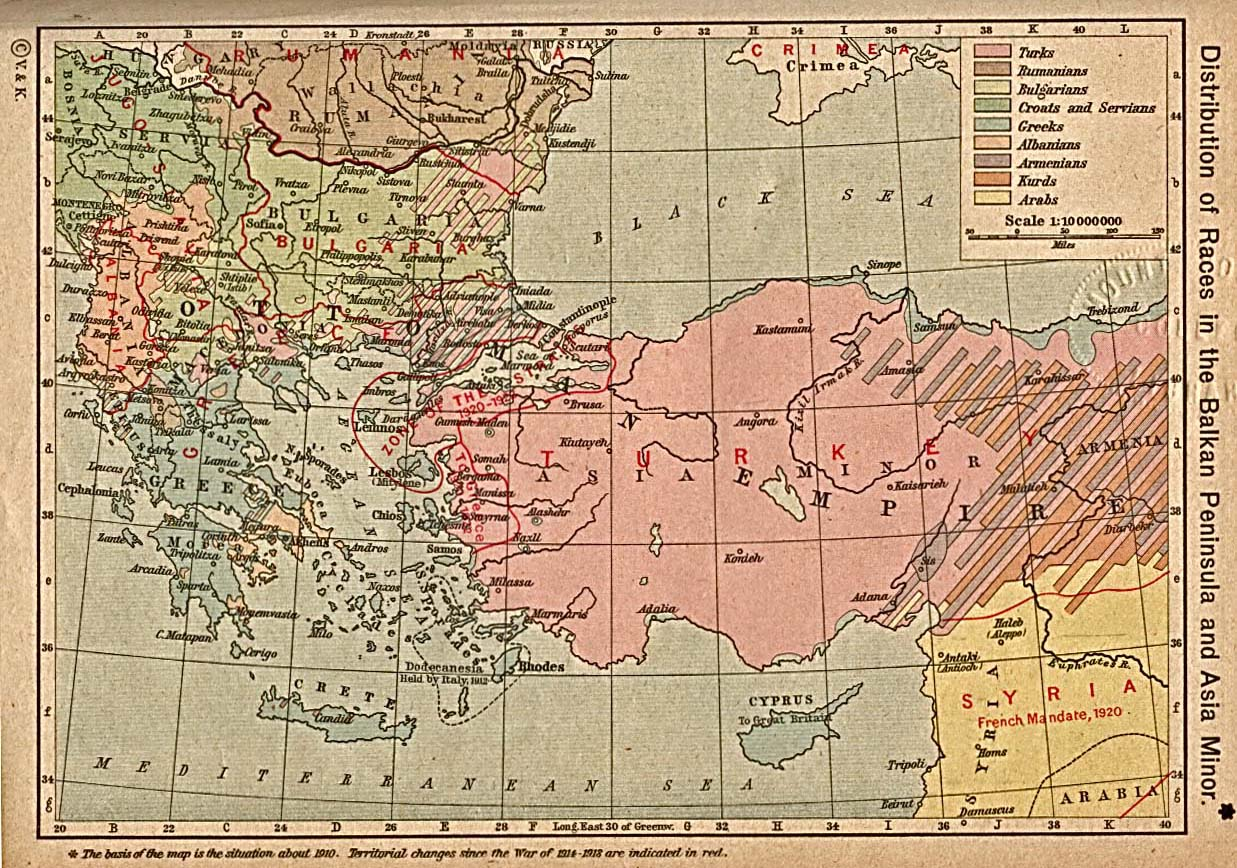
Mapa etnográfico de los Balcanes y Turquía (1923)

### Diáspora
Hay una gran diáspora albanesa de Kosovo en Europa central.

## Cultura

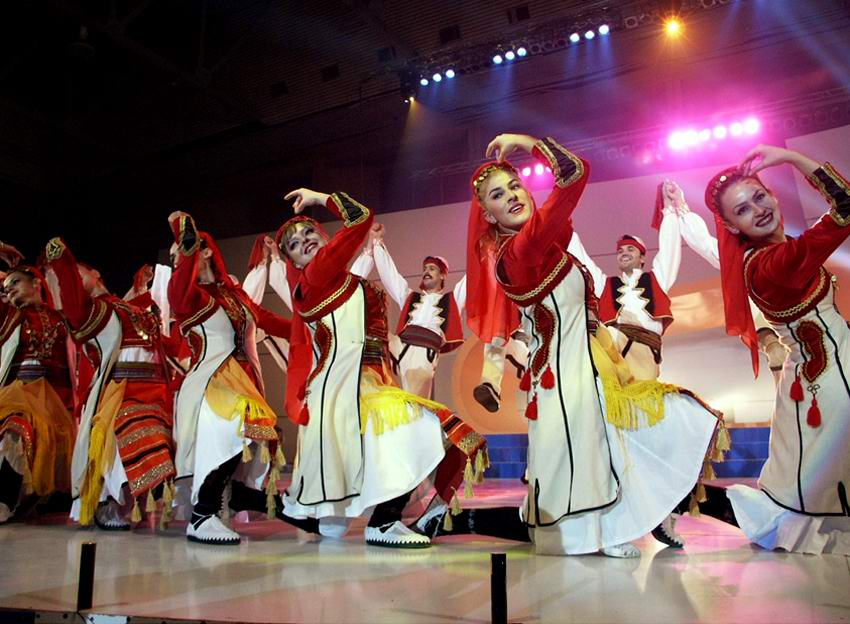
Danza y traje étnico albanokosovar.

Culturalmente, los albaneses de Kosovo están estrechamente relacionados con los albaneses de Albania. Las tradiciones y costumbres difieren incluso de una ciudad a otra en el propio Kosovo. El dialecto hablado es gheg, típico de los albaneses del norte. El idioma de las instituciones estatales, la educación, los libros, los medios de comunicación y los periódicos es el dialecto estándar del albanés, que está más cerca del dialecto tosk.

### Religión
La gran mayoría de los albanokosovares son musulmanes sunitas. También hay comunidades católicas albanesas concentradas en Gjakova, Prizren, Klina y algunas aldeas cercanas a Peć y Vitina.

### Arte
Kosovafilmi es la industria cinematográfica, que estrena películas en albanés, creadas por cineastas albanokosovares. El Teatro Nacional de Kosovo es el teatro principal donde se muestran regularmente obras de artistas albaneses e internacionales.

#### Música
La música siempre ha sido parte de la cultura albanesa. Aunque en Kosovo la música es diversa (ya que se mezcló con las culturas de diferentes regímenes que dominaban Kosovo), la auténtica música albanesa todavía existe. Se caracteriza por el uso de çiftelia (un instrumento albanés auténtico ), mandolina, mandola y percusión.
La música folclórica es muy popular en Kosovo. Hay muchos cantantes y conjuntos folclóricos.
La música moderna en Kosovo tiene su origen en los países occidentales. Los principales géneros modernos incluyen pop, hip hop / rap, rock y jazz .
Radiotelevisiones de Kosovo como RTK, RTV21 y KTV tienen sus listas musicales.

### Educación
La educación se imparte en todos los niveles, grados primarios, secundarios y universitarios. La Universidad de Pristina es la universidad pública de Kosovo, con varias facultades y especializaciones. La Biblioteca Nacional (BK) es la biblioteca principal y más grande de Kosovo, ubicada en el centro de Pristina. Hay muchas otras universidades privadas, entre ellas la American University in Kosovo (AUK) y muchas escuelas secundarias y colegios como el Mehmet Akif College.